# كلية لويس لوميير
كلية لويس لوميير (بالفرنسية: École Nationale Supérieure Louis-Lumière)، كلية تأسست في 1925، في فرنسا، وكان مؤسسها هو Louis Lumière ‏.